# Alkaliskt batteri

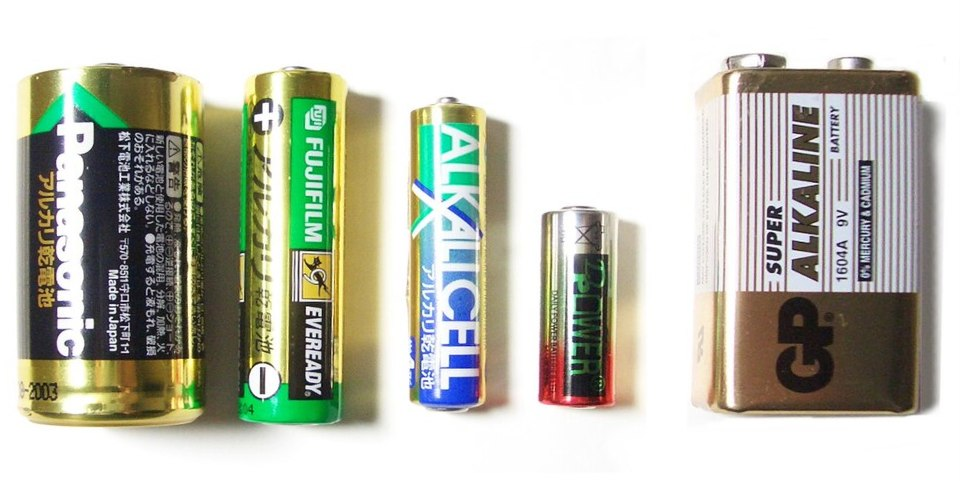
Alkaliska batterier. De fyra batterierna till vänster är på 1,5 V och det högra batteriet på 9 V.

Ett alkaliskt batteri är ett engångsbatteri. Batteriet har zink som anodmaterial och ihoppressad mangandioxid som katodmaterial, medan elektrolyten består av till exempel kaliumhydroxid.
Alkaliska batterier har längre användningstid än brunstensbatterier och är något dyrare. Alkaliska batterier är engångsbatterier vilket innebär att de inte kan laddas upp och återanvändas. Batterierna är en utvecklad version av brunstensbatterierna, skillnaden är att de alkaliska batterierna har ungefär 4-6 gånger längre användningstid, vilket har lett till att man använder dem oftare i till exempel digitalkameror och brandvarnare. Den vanligaste storleken är AA, vilka används i bland annat ficklampor.
Alkaliska batteriers material i anod och katod är den samma som i brunstensbatterier. Höljet är en stålbehållare och inne i behållaren finns en katod som består av mangandioxid och elektrolyt. Den negativa polen, anoden, består av zinkpulver som är dränkt i elektrolyt. En mässingsspik leder strömmen till botten av cellen.